# Khaprakäfer
Der Khaprakäfer (Trogoderma granarium) ist eine Käferart aus der Familie der Speckkäfer (Dermestidae). Er ist einer der weltweit am meisten gefürchteten Vorratsschädlinge und zählt zu den 100 gefährlichsten invasiven Arten.

## Beschreibung
Adulte Khaprakäfer sind länglich ovale Käfer, die eine Körperlänge von etwa 1,6 bis 3,0 mm und eine Breite von 0,9 bis 1,7 mm erreichen. Die Männchen sind braun bis schwarz mit undeutlicher rötlichbrauner Zeichnung auf den Elytren. Weibchen sind etwas größer und heller gefärbt. Der Kopf ist klein  mit kurzen, 11-fach segmentierten Antennae, wobei die Fühlerkeule drei bis fünf Segmente ausmacht. Die adulten Tiere sind mit Haaren bedeckt. Die einheitlich gelblich weißen Larven schlüpfen mit einer Länge von etwa 1,6 bis 1,8 mm, ihre Kopf- und Körperhaare sind braun. Mit zunehmender Größe färben sie sich goldfarben bis rötlich braun. Die zylindrischen, 0,7 × 0,25 mm großen Eier haben ein abgerundetes und ein spitzes Ende, sind milchig weiß und werden mit der Zeit blass gelb.

## Verbreitung
Das ursprüngliche Verbreitungsgebiet ist nicht sicher bekannt, möglicherweise stammt die Art ursprünglich aus Indien. Das tatsächliche Verbreitungsgebiet ist nur schwer zu ermitteln, da ein Vorkommen in einem Land Handelsbeschränkungen nach sich ziehen kann. Das endemische Verbreitungsgebiet erstreckt sich von Burma bis nach Westafrika und wird nach Norden durch den 35. nördlichen Breitengrad und nach Süden durch den 35. südlichen Breitengrad begrenzt. Hauptsächlich tritt der Khaprakäfer in Regionen in der Nähe des Äquators mit trockenem und heißem Klima auf, jedoch sollten Populationen in fast jedem Land mit geschlossenen Lagern und Speichern überleben können. Trotz der Flügel fliegen die Käfer nicht. Durch den Handel wurde er in einigen Gebieten mit entsprechenden klimatischen Bedingungen eingeführt. Außer in Südamerika kommt er inzwischen auf allen Kontinenten vor, auf denen Getreide und Getreideprodukte gelagert werden. In Australien soll er nicht vorkommen, in Neuseeland inzwischen ausgerottet sein.

## Lebensweise

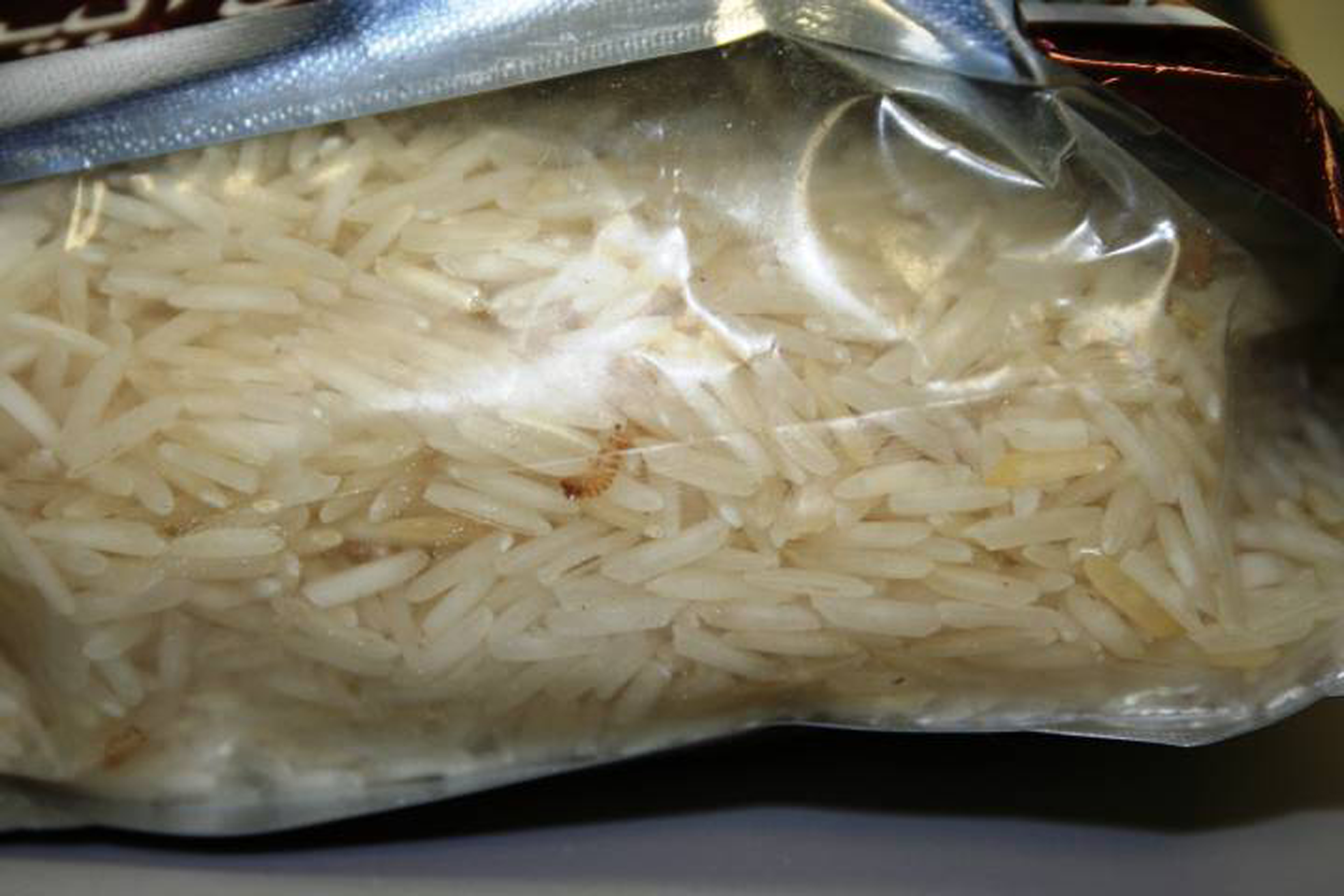
Larve in einem von der US Customs and Border Protection konfiszierten Reisbeutel.

Die Larven entwickeln sich bei Temperaturen von mehr als 21 °C. Zur Entwicklung reicht bereits eine niedrige relative Feuchte von 2 %. Dagegen kann hohe relative Luftfeuchtigkeit ein limitierender Faktor für das Überleben eingeführter Khaprakäfer sein. Die Larven ernähren sich bevorzugt von Weizen, Gerste und Reis, wurden aber auch in Hafer, Roggen, Mais, Trockenblut, Trockenmilch, Fischmehl, Erdnüssen, Mehl, Kleie, Malz, Lein- und sonstigen Samen, Bohnen, Stroh, Heu, Nudeln, Trockenfrüchten, Kokosnüssen, Kichererbsen, Linsen, Nüssen, Gewürzen, Hefepulver und vielem anderem gefunden. Adulte Tiere fressen nur sehr wenig.

## Wirtschaftliche Bedeutung
Trogoderma granarium ist ein bedeutender Schädling von Produkten, die unter warmen und trockenen Bedingungen gelagert werden. Die Fortpflanzung kann so schnell erfolgen, dass sich Larven in großer Zahl in den Oberflächenschichten von gelagertem Getreide befinden. Gegenüber Insektiziden und vielen Begasungsmitteln scheint der Schädling, vor allem im Larvenstadium, relativ tolerant zu sein. Zudem neigen die Käfer dazu, in winzige Risse und Spalten zu kriechen und dort lange Zeit zu bleiben, wodurch sie viele Oberflächeninsektizide und Begasungsmittel überstehen. Da nie beobachtet wurde, dass dieser Käfer fliegt, ist seine Verbreitung wahrscheinlich von der Beförderung in befallenen Waren abhängig. Die Entdeckung in einem vorher nicht befallenen Gebiet führt in der Regel zu einer sofortigen Quarantäne verdächtiger Waren und zu einem teuren Aufwand für Ausrottung und Kontrolle.